# Структурный анализ
Термин структурный анализ является калькой английского термина Structural analysis, более точный перевод этого термина — анализ конструкции.
Анализ конструкции — расчет воздействия весовых нагрузок на отдельные структурные компоненты конструкции или на всю конструкцию как на физический объект. В анализе конструкции используются теоретические концепции таких областей знаний, как прикладная механика, материаловедение и прикладная математика, с помощью которых вычисляются деформация конструкции, внутренние напряжения отдельных структурных компонентов, реакционные силы опорных элементов, стабильность конструкции.
Конструкция — это система соединённых между собой структурных элементов, которые выдерживают нагрузки различных типов, действующие на неё.